# Šempeter-Vrtojba
Šempeter-Vrtojba (Duits: Sankt Peter bei Görz; Italiaans: San Pietro-Vertoiba) is een gemeente in Slovenië in de regio Primorska. Het telde tijdens de volkstelling in 2002 6269 inwoners.

## Geboren in Šempeter
- Matej Mugerli
- Marko Peljhan

Ajdovščina · Bovec · Brda · Cerkno · Idrija · Kanal ob Soči · Kobarid · Miren-Kostanjevica · Nova Gorica · Renče-Vogrsko · Šempeter-Vrtojba · Tolmin · Vipava